# دوري الكونغو الممتاز
الدوري الكونغولي لكرة القدم هي مسابقة سنوية لكرة القدم بين أندية الكونغو .
البطل الحالي هو اي سي ليوباردز.